# サンダーバード国際経営大学院
アリゾナ州立大学サンダーバードグローバル経営大学院（アリゾナしゅうりつだいがくサンダーバードグローバルけいえいだいがくいん、英語: Thunderbird School of Global Management at Arizona State University）は、アリゾナ州フェニックスに本部を置くアメリカ合衆国の大学・大学院大学。1946年創立。グローバルマネジメントおよびグローバルビジネスに特化した、世界的にも知名度を誇る高等教育機関である。
フェニックスの他、東京・ジュネーブ・ドバイ・ワシントンD.C.・ロサンゼルス・ソウル・ナイロビ・ジャカルタに海外オフィスを持つ。2019年一般社団法人サンダーバードグローバル経営大学院教育財団を設立。2022年8月には、サンダーバードグローバル経営学部 広島大学グローバル校（学士課程）を広島大学内にて開校。

## 概要

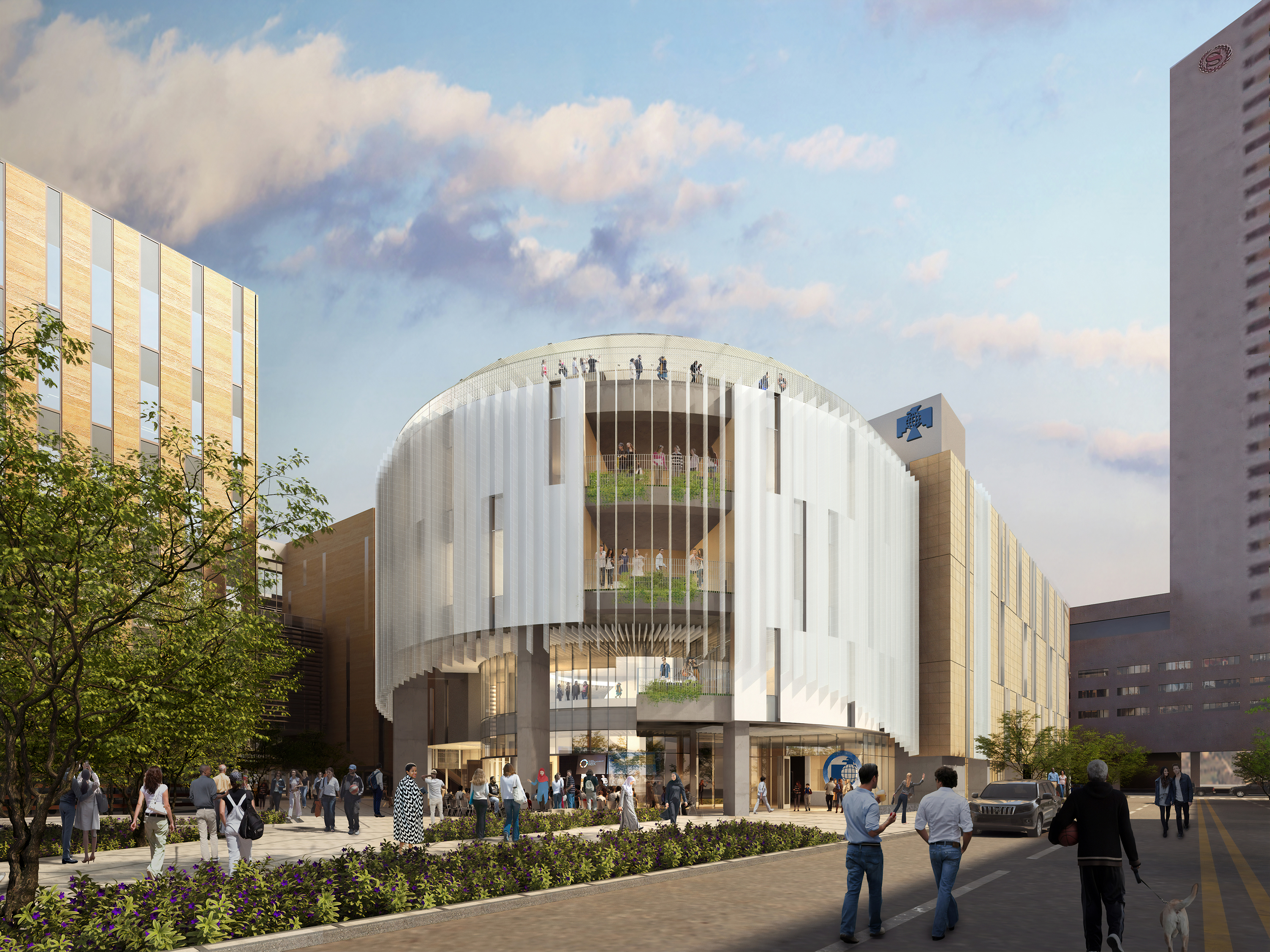
ダウンタウン・フェニックスキャンパス (2021年完成)

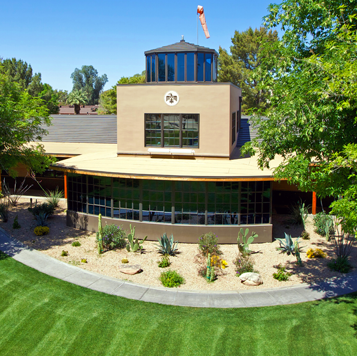
グレンデールキャンパス (1946-2018)

1946年バートン・カイル・ヨーントにより、アメリカ陸軍航空軍のサンダーバード第1飛行場の跡地にキャンパスが設立される。
グローバルビジネス分野に特化した、世界で最も歴史あるビジネススクールである。
設立当初より今日まで、その基地の名称であったサンダーバードという呼称で親しまれている。
学校の名称は、70年以上に渡る長い歴史の中で、下記のように変更されてきた。
- 1946年 - 1968年：アメリカ海外貿易研究所
- 1968年 - 1973年：サンダーバード国際経営大学院
- 1973年 - 1997年：アメリカ国際経営大学院
- 1997年 - 2004年：アメリカ国際経営大学院サンダーバード校
- 2004年 - 2007年：ガービン国際経営大学院
- 2007年 - 現在：サンダーバードグローバル経営大学院
- 2013年 - 現在：アリゾナ州立大学サンダーバードグローバル経営大学院
- 2019年：一般財団法人サンダーバードグローバル経営大学院教育財団を設立 (日本)
- 2021年8月：アリゾナ州フェニックスに新校舎完成
- 2022年1月：フランシス&ディオンヌ・ナジャフィ・グローバル・イニシアチブを発表：2030年までに1億人に教育を提供する
- 2022年8月：サンダーバードグローバル経営学部 広島大学グローバル校 (4年生 学士課程) を広島大学内にて開校

1969年、学位認証機関である North Central Association of Colleges and Schools (NCA) から学位認証を取得。さらに、Association to Advance Collegiate Schools of Business (AACSB) ・The Higher Learning Commission (HLC) から認証を受け、世界でも最高水準の教育を提供する教育機関として認められている。
1月・8月の入学制度を採用しており、修士課程は、最短で18か月で学位を取得することができる。
多様性に富み、小規模の人数で構成されるサンダーバードのクラスは、学生と教授の距離がとても近く、一人一人にフォーカスした“Applied Learning Practicum”を設けており、学生達がディスカッションや実践を中心としたプログラムの中で、様々な状況の変化にも柔軟に対応できるよう、訓練を重ねて行く仕組みになっている。

## 歴史

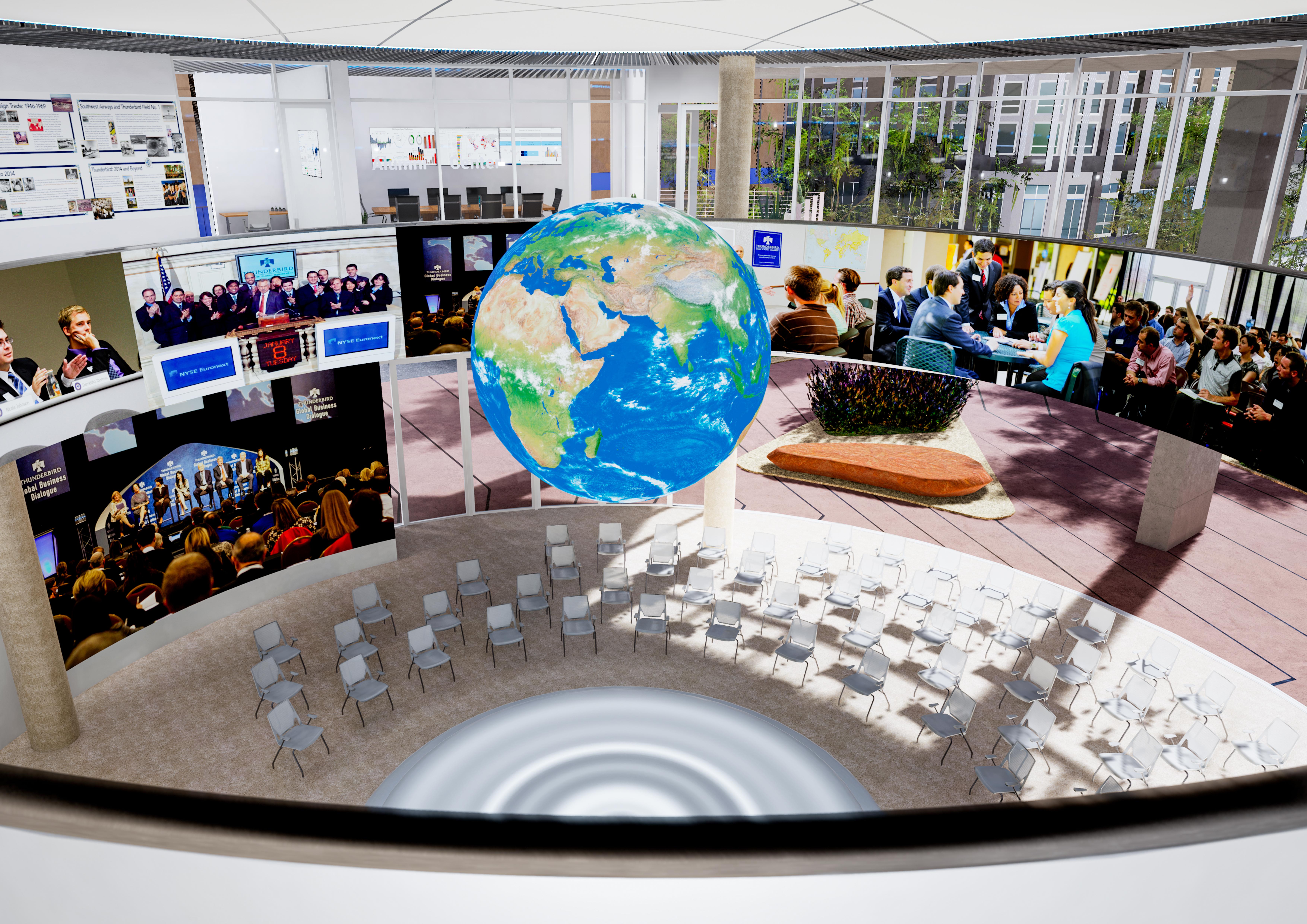
ダウンタウン・フェニックスキャンパス

サンダーバードは、第2次世界大戦中、世界中から集められたパイロットの訓練用航空基地であったアリゾナ州グレンデールの「サンダーバード飛行場」の跡地に、1946年に「アメリカ貿易研究所」として設立された。
「アメリカ貿易研究所」としてスタートしたサンダーバードは、異文化コミュニケーション・地域事業研究・国際ビジネスの実体験研修などのカリキュラムに焦点を当てた、グローバル マネジメントを専門とする、史上初の高等教育機関となり、長い歴史を重ね、グローバルリーダーを育成するトップクラスのビジネススクールの地位を確立して来た。
卒業生は45,000人を超え、Thunderbird Executive Programの修了生は10万人を超える。2014年には、アリゾナ州立大学の傘下に加わり、さらに大きな教育資源を有するビジネススクールへと成長。
現在、全米で最も注目される都市の一つアリゾナ州フェニックスに、新しいキャンパスを建築（2021年 完成予定）。
2020年5月12日、卒業生がバーチャルで参列することを可能にしたモバイル・テレプレゼンス（遠隔出席）ロボットによるデジタル卒業式を開催し話題となった。

## 教育理念
ミッションThunderbird School of Global Management advances inclusive and sustainable prosperity worldwide.
ビジョンThunderbird empowers and influences global leaders and managers who maximize the benefits of the Fourth Industrial Revolution for business, government, society, and the environment.

## 学位・プログラム

### 学位
- 1946年 - 1971年：Bachelor of Foreign Trade 海外貿易学士号
- 1971年 - 2001年：Master of International Management 国際マネジメント修士号
- 2001年 - 2002年：Master of International Management for Latin American Managers 国際マネジメント修士号
- 2001年 - 2006年：MBA in International Management インターナショナルMBA 修士号
- 2002年 - 2005年：Global MBA グローバルMBA：国際マネジメント修士号
- 2005年 - 2007年：Global MBA On-Demand グローバルMBAオンデマンド
- 2006年 - 2007年：MBA in Global Management グローバルMBA
- 2007年 - 現在：＜修士号＞ Master of Global Management [5] Executive Master of Global Management Executive Master of Global Management: Space Leadership Executive Master of Arts in Global Affairs and Management <学士号> Bachelor of Global Management[6] Bachelor of Science in International Trade[7] ＜オンライン学位プログラム＞ Online Bachelor of Global Management（学士号） Online Bachelor of Science in International Trade（学士号） Online Master of Applied Leadership & Management（修士号）

### Executive Education
Thunderbird Phoenix Campus/Tokyo/Geneva/Dubai/Washington D.C にて企業向けエグゼクティブプログラムを提供

## ランキング
受賞ランキング
- Master in Management ranking in the Times Higher Education Wall Street Journal 2019: Business Schools Report 1位
- Most Innovative School(Arizona State University):U.S. News & World Report 2017 1位
- Internationalism of Alumni:U.S. News & World Report 2018 1位
- Global Experience in West Region Ivy Exec Best Executive MBA Rankings 2017 1位
- Most Female Friendly Financial Times Executive Education Rankings 2017 1位

- Financial Times：国際ビジネスの分野で6年連続 2012 世界1位
- U.S. News：国際ビジネスの分野で16連続 2012 全米1位
- The Economist：卒業生の国際性 2011 1位
- The Economist：ネットワーク力 2011 2位
- Wall Street Journal：ベストエグゼクティブMBAプログラムに認定 2010
- The Economist：通信教育MBAプログラムで 世界Top 5に認定 2010
- Financial Times：企業の社会的責任(CSR)教育の分野 2011 世界7位
- America Economia：MBA 総合ランキング 2009 9位
- BusinessWeek：グローバル競争力の項目 2008 10位
- Financial Times：エグゼクティブMBAの分野 2009 12位
- BusinessWeek：投資対効果の項目 2008 18位

US News & World Reportより、国際マネジメントの分野で15年連続で1位のランキングを得ている。2005年、BusinessWeekより、5年連続でフルタイムのMBAプログラムTOP50、グローバル分野ではTOP10の評価を獲得。さらに、2007年、Wall Street Journalより、全米企業採用担当者のアンケート調査で、国際ビジネス教育分野で、全米1位、欧米5位のランキングを獲得。2009年、The Economistより、ネットワーク力で世界2位、卒業生の国際性で世界2位を獲得。
The Financial TimesのグローバルMBAランキングにおいて、2007年から2011年まで5年連続で国際ビジネス分野で1位を獲得。また、2010年には同ランキングの企業の社会的責任の項目で10位、2009年には目的達成の項目で10位にランクイン。2009年のThe Financial Timesの“一般入試ビジネススクールトップ10”において、全米7位、ヨーロッパ5位、候補者の質9位にランクインされている。

## T-birds（サンダーバード アラムナイ）
サンダーバードの卒業生（アラムナイ）の人数は45,000人以上に上り、世界中145か国に170以上のアラムナイ組織がある。
卒業生はT-birdsと呼ばれ、その規模の大きさと、結びつきの強さが世界的にも有名である。
世界の主要都市で毎月最初の火曜日に（日本では金曜日：ファースト フライデーと呼ばれており、東京と大阪で開催されている。）卒業生が集まる伝統があり、サンダーバード卒業生は、この習慣を大切にし、長年継続している。
サンダーバードのアラムナイ ネットワークは非常に貴重であり、エコノミスト誌＜The Economist 2014＞でも、将来性の高いアラムナイ ネットワークとして第3位にランク付けされている。

## 主な卒業生
日本
- 浜田宏：元アルヒ株式会社 代表取締役会長兼社長CEO兼COO/コクヨ株式会社 社外取締役/ASU Foundation Board of Directors/サンダーバード日本同窓会 議長
- 玉塚元一：ロッテホールディングス代表取締役社長 (元株式会社ファーストリテイリング代表取締役社長兼COO / 元株式会社ローソン代表取締役会長)
- 稲増美佳子：株式会社HRインスティテュート 代表取締役会長/ 株式会社ワコム社外取締役/ ビジネスブレークスルー大学大学院経営学教授/ 一般社団法人サンダーバード教育財団評議員
- 徳重徹：Terra Drone株式会社、Terra Charge株式会社 代表取締役社長、Terra Motors株式会社 創業者
- 谷本有香：フォーブス ジャパン副編集長 元日経CNBCキャスター
- 細川慎一：GMOリサーチ&AI株式会社 代表取締役
- 柳井一海：株式会社ファーストリテイリング取締役/株式会社リンク・セオリー・ジャパン取締役会長
- 鈴木睦身：ダイソン株式会社 代表取締役会長兼社長
- 露久保治彦：ロールス・ロイスジャパン株式会社 代表取締役社長
- 津上晃寿：トッキ株式会社 代表取締役
- 川田典昭：日立化成ダイアグノスティックス・システムズ株式会社 代表取締役 取締役会長兼CEO
- 藤井一郎：インテグループ株式会社 代表取締役社長
- 岡谷健広：岡谷鋼株式会社 代表取締役社長
- 後藤真一：マース ジャパン リミテッド 社長
- 夫馬賢治：株式会社ニューラル 代表取締役社長
- 中里豊：コールマン ジャパン株式会社 代表取締役社長
- 柳良平：エーザイ株式会社 専務執行役CFO
- 脇田珠樹：株式会社セブン&アイ・ホールディングス 最高戦略責任者 / 米セブン-イレブン 取締役 (元株式会社ニッセンホールディングス 代表取締役社長 / 元シャディ株式会社 取締役会長 / 元株式会社イトーヨーカ堂 取締役)
- 川村智：日本バイリーン株式会社 代表取締役社長執行役員CEO
- 平賀暁：マーシュ ブローカー ジャパン株式会社 代表取締役会長
- 津村重吾：あゆみ製薬株式会社 代表取締役社長
- 後藤 秀夫：シック・ジャパン株式会社 代表取締役社長
- 飯塚 優希：AOTEN株式会社 代表取締役
- 島田嗣仁：リソース・グローバル・プロフェッショナル株式会社(RGP) ジャパン・カントリー・リード
- 安部徹也：株式会社MBA Solution 代表取締役
- 轟木一博：Peach Aviation株式会社 執行役員事業戦略室長
- 船川淳志：株式会社グローバル インパクト 代表パートナー
- 大塚祐一：タワーセミコンダクタージャパン合同会社 シニアセールスダイレクター
- ディーター・ハーベル：元フルラジャパン株式会社代表取締役社長 (元日本トイザらス株式会社 代表取締役社長)
- 伊藤眞義：株式会社サンコーシヤ 代表取締役
- 村井裕一郎：株式会社糀屋三左衛門 代表取締役
- 伊藤誉三：ウェブルート株式会社 代表取締役
- 浦上彰：リョービ株式会社 代表取締役社長
- 泉本行志：株式会社アウトブレイン代表取締役社長
- 山田広太郎：株式会社ライフ白銅 代表取締役社長
- 島田豪：島商株式会社 代表取締役社長
- 松本浩志：マテックス株式会社 代表取締役社長
- 稲川由太郎：株式会社コーチ・エイ 執行役員 エグゼクティブコーチ
- 小山龍介：松竹株式会社 プロデューサー
- 本田直之：レバレッジコンサルティング株式会社 代表取締役社長兼CEO
- 伊藤嘉明：X-TANKコンサルティング 代表取締役社長 (元ハイアールアジア株式会社 代表取締役社長兼 CEO)
- 高田朝子：法政大学大学院イノベーション・マネジメント研究科教授
- 大山俊輔：株式会社byZOO 代表取締役社長
- 小島愛一郎：サン・アクト株式会社 代表取締役社長
- 佐武伸：かえでファイナンシャルアドバイザリー株式会社 代表取締役社長
- 小屋一雄：ユーダイモニア マネジメント株式会社 代表取締役/「シニアの品格」著者
- 伊藤聡：株式会社CAT 代表取締役社長
- 三縄聡久：エイブリィ・デニソン・ジャパン・マテリアルズ株式会社 取締役支社長
- 永田哲司：ビーシーシー株式会社代表取締役社長 / East Wing Capital Pte. Ltd. マネージング・ディレクター / Sonatra Group CEO / Nexasia Holdings Pte. Ltd. MD
- 加藤清也：三縁証券株式会社 取締役CIO / 岡三加藤文化振興財団 理事
- 小尾秀男：アップルジャパン株式会社 プロダクトマーケティング シニア マネージャー
- 坂間英気：株式会社 Blue Planet-works 法務部長
- 小澤克年：株式会社ドコモ・バイクシェア 取締役
- 海野素央：明治大学 政治経済学部教授
- 伊藤健：Asia Venture Philanthropy Network  日本アドバイザー/慶應義塾大学大学院 特任助教
- 各務洋子：駒澤大学 学長
- 田中孝明：城西国際大学 客員教授 (元 株式会社東芝 執行役常務 中国総代表)
- 福井要：学校法人大手前学園 理事長
- 源由理子：明治大学 副学長、日本評価学会 副会長
- 山本公哉：オープンロードアソシエイツ株式会社代表取締役社長 / フラー株式会社取締役会長 / 学校法人ユナイテッド・ワールド・カレッジISAKジャパン理事
- 井上和則：株式会社リーダーズ代表取締役 / 文化ファッション大学院大学教授

日本以外
- Ramon Laguarta '86 /CEO of PepsiCo.
- Michelle Senecal de Fonseca '87 /VP for Northern Europe at Citrix. /Nominated for 2018 /Most Influential Women in UK Tech.
- Mark Ring '93 /President of Asia Pacific for Starbucks
- Mark Smucker '96 /President and CEO of J.M Smucker Company
- Ken Valvur '88 /Founder and CEO of Bento Sushi
- Stan Duvall '12 /Chief of Human Resources for the United States Air Force
- Nina Fite '88 /U.S. Ambassador to the Republic of Angola
- Vincent Kimura '10 /Lead Founder & CEO at Smart Yields Inc.
- Sam Garvin '88 /Vice Chairman of Phoenix Suns
- Daniel W. Rex '89 /CEO, Toastmasters International
- Maulik Parekh '00 /President and CEO of SPi CRM
- Luis Alberto Moreno '77 /President, Inter-American Development Bank and former Colombian Ambassador to the United States
- Jim Alling, '85 /Former President of Starbucks Coffee International, Current CEO of TOMS
- Lloyd Diamond '92 /Chief Commercialization Officer/Partner at Precise Light Surgical, Inc.
- Bob Dudley '79/ Managing Director, Asia and the Americas at BP
- Jean-Luc Butel '83 /Former President - International, Medtronic
- Luis Alberto Moreno '77 /President, Inter-American Development Bank and former Colombian Ambassador to the United States
- Victoria Godfrey '86 /Senior Vice President Integrated Marketing at Dun and Bradstreet
- Kim Williams '92 /Executive Vice President & Chief Financial Officer at Warner Brothers Entertainment Group
- David Denton '72 /Executive Vice President & Chief Financial Officer of CVS Health
- Raymundo A. Yu Jr. '81 /Chairman, Asia Pacific at Threadneede Asset Management
- Mark Emkes '76 /Chairman of CareCivic and Former Chairman, CEO and President of Bridgestone/Firestone Americas Holding Company
- R. Niels Marquardt '80 /CEO of American Chamber of Commerce in Australia/ Former U.S. Ambassador to Madagascar and former ambassador to Cameroon and Equatorial Guinea
- Matthew Berg '05 /Co-Founder & CEO of Ona Systems Inc. (Time Magazine's 100 most influential people for 2010)